# Vittorio Terranova
Vittorio Terranova (* 18. Juni 1942 in Licata, Sizilien) ist ein italienischer Opernsänger (Tenor) und Gesangspädagoge.

## Leben
Der auf Sizilien geborene und dort aufgewachsene Cologero Antonio Vittorio Terranova erhielt seine Gesangsausbildung am Liceo Musicale Vincenzo Bellini in Catania sowie am Konservatorium Giuseppe Verdi in Mailand. Sein Debüt gab er als Arturo Talbot in der Oper I puritani von Vincenzo Bellini, im Teatro Sociale von Mantua.
Der international gefeierte Opernstar, der u. a. auf den großen Opernbühnen von Mailand, New York, Paris, Rom, Madrid, Graz, Wien, Tokio auftrat, studierte nebenbei noch Paläographie und Musikphilologie an der Universität Pavia, Sitz Cremona.
Seit 2001 unterrichtet Vittorio Terranova am  Mailänder Konservatorium Giuseppe Verdi. Der hochangesehene Gesangspädagoge ist seit 1993 kontinuierlicher Gastdozent an der Università College of Music Osaka und an der Academia Nusicale Musashino in Tokyo tätig. Ferner ist er künstlerischer Leiter des I.S.O. Deutschlandsberg und leitet dort seit 1992 die Belcantoakademie einschl. des seit 1995 in Deutschlandsberg und in Graz durchgeführten Internationalen Gesangswettbewerbs Ferruccio Tagliavini. Zudem unterrichtet er an der Accademia Internazionale di Canto Katia Ricciarelli. Zu seinen Schülern gehörten beispielsweise Stefan Cifolelli, Carlo Ventre, Mihajlo Arenski, Rafael Cavero, Valter Borin, Francesco Meli, Lee Kwang-keun und natürlich José Cura.

## Auszeichnungen
- 1. Sieger des Internationalen Gesangswettbewerbs in Mailand
- Goldenes Ehrenzeichen der Stadt Graz

## Diskografie (Auswahl)
- La Scala Collection Box Set Label: Naxos
- Guglielmo Tell (La Scala) Label: Naxos
- Don Pasquale Label: MYTO Records